# Bradysia fuscescens
Bradysia fuscescens är en tvåvingeart som först beskrevs av Günther Enderlein 1911.  Bradysia fuscescens ingår i släktet Bradysia och familjen sorgmyggor. Inga underarter finns listade i Catalogue of Life.